# Cucullanus platessae
Cucullanus platessae is een rondwormensoort uit de familie van de Cucullanidae. De wetenschappelijke naam van de soort is voor het eerst geldig gepubliceerd in 1801 door Rudolf.